# Мальчик и Слепой
«Мальчик и Слепой» (фр. Le Garçon et l’Aveugle) — анонимный французский фарс (или игра, фр. Jeu) XIII века (между 1266 и 1282 годами), считается самым ранним из известных на данный момент средневековых фарсов.
Состоит из 265 восьмисложных стихов. Текст не разделён ремарками, события и места действия меняются молниеносно.
Фарс сочинён предположительно в Турне. О ранних изданиях фарса ничего не известно, пьеса сохранилась в единственной рукописи второй половины XIII века; первое современное издание датируется 1865 годом.

## Сюжет
Слепой берёт на службу мальчика, который будет собирать подаяние, пока слепой поёт, желая обмануть того и не заплатить за работу. Но мальчик сам обманывает слепого, он бьёт и обкрадывает его, не видя в этом зла, поскольку слепой, обладающий двумя домами и любовницей, сам обманщик и плут.